# Melina Borčak
Melina Borčak (* 1990 in Sarajevo, Bosnien und Herzegowina) ist eine bosnisch-deutsche Journalistin, Autorin und Filmemacherin. Sie arbeitet zu Themen wie antimuslimischer Rassismus, Medienkritik, muslimischer Feminismus und diskriminierungssensible Sprache. Seit 2015 lebt sie wieder in Deutschland, nachdem sie zuvor fast zwei Jahrzehnte in Bosnien verbracht hatte. Ihre journalistischen Beiträge erscheinen unter anderem bei internationalen Medienhäusern wie CNN, ARD, arte und Deutsche Welle.

## Leben

### Kindheit und Jugend
Melina Borčak wurde in Sarajevo geboren und wuchs während des Bosnienkriegs (1992–1995) als Flüchtling in Deutschland auf. Nach dem Krieg wurde sie und ihre Familie vor die Wahl gestellt freiwillig Deutschland zu verlassen oder auf eigene Kosten abgeschoben zu werden, weshalb sie nach Bosnien zurückkehrte, wo sie ihre Jugend in den Nachkriegsjahren in Sarajevo verbrachte. Ihre Erfahrungen als Flüchtling und die Rückkehr in ein ihr unbekanntes Land prägten ihre spätere Arbeit.

### Ausbildung
Sie studierte Journalismus an der Universität Sarajevo und schloss später einen Master in Medienwissenschaft an der Humboldt-Universität zu Berlin ab. Während ihres Studiums war sie Stipendiatin mehrerer Organisationen, darunter die Heinrich-Böll-Stiftung, die Konrad-Adenauer-Stiftung, die Deutschlandstiftung Integration (unter der Schirmherrschaft von Angela Merkel) sowie die Stadt Sarajevo und die Ikre Stiftung für Kinder im Genozid ermordeter Eltern und demobilisierter Soldat*innen.

### Karrierebeginn
Nach ihrem Studium arbeitete sie zunächst in bosnischen Medien, bevor sie ihre Karriere nach Deutschland verlegte. Sie absolvierte Stationen bei der Deutschen Welle in Bonn, Berlin und Potsdam, der EMS Journalistenschule sowie im Deutschen Bundestag. Seit ihrer Rückkehr nach Deutschland im Jahr 2015 ist sie als freie Journalistin und Filmemacherin tätig.

## Berufliches Wirken

### Journalismus und Film
Melina Borčak arbeitet als freie Journalistin für Medienhäuser wie CNN, ARD, arte und Deutsche Welle. Ihre Schwerpunkte liegen auf Themen wie Rassismus, Genozide, Medienkritik und muslimischer Feminismus. Sie gilt als ausgewiesene Expertin für den Genozid von Srebrenica. Im Juli 2025 veröffentlichte Borčak einen Leitfaden zur Berichterstattung über den Genozid von Srebrenica im Auftrag des Srebrenica Memorial Centers.
Im Jahr 2022 kritisierte Borčak eine Podcast-Folge der Sendung "Sack Reis". Sie warf dem SWR Genozidleugnung vor. Der SWR reagierte darauf, dass Borčak zu einer Sonderfolge des Podcasts eingeladen wurde. Der Chefredakteur der Zeitschrift "Journalist" Matthias Daniel beschrieb die Sondersendung als "verheerend". In der Folge wurde das Podcastformat des SWR vorläufig eingestellt. Später löschte der SWR sowohl die kritisierte Podcast-Folge, als auch die Sonderfolge, woraufhin Borčak die Sonderfolge auf Twitter hochlud und damit wieder verfügbar machte. Die Gesellschaft für bedrohte Völker meldete sich mit einem offenen Brief an SWR-Redaktionsleiterin Karin Feltes zu Wort. Darin heißt es: "Wir fordern Sie nachdrücklich auf, die Podcast-Folge 'Sack Reis' mit Milica aus allen Verbreitungskanälen zu entfernen. Eine Richtigstellung der falschen Tatsachen und eine Entschuldigung bei den Überlebenden und Betroffenen vonseiten des SWR ist dringend überfällig."

### Buchautorin
2023 veröffentlichte sie das Buch Mekka hier, Mekka da – Wie wir über antimuslimischen Rassismus sprechen müssen. Das Werk thematisiert antimuslimischen Rassismus in Deutschland und analysiert Darstellung von Muslimen in Medien, Politik und Alltag. Das Buch war ein Spiegel-Bestseller und wurde auch in Borčaks Heimat, Bosnien, rezipiert.

## Publikationen

### Filme
- Melina Borčak: Vergessene Frauen – Vertrags- und Gastarbeiterinnen heute. In: RBB, 21. März 2020
- Melina Borčak (Reporterin): Die Kinder des Bosnienkrieges – 23 Jahre später. In: Funk, 2019

### Artikel und Essays
- Melina Borčak: Keine Strafe hoch genug. In: Spiegel Online, 2017
- Melina Borčak: Das weiße Band der Schande. (Spiegel Online), 2017
- Melina Borčak: Leise rieseln die Privilegien (TAZ), 2020
- Melina Borčak, Alice Hasters: Einwanderungsdeutschland: 1945 bis 2023 (Bundeszentrale für politische Bildung, 2020) (S. 258–341)
- Melina Borčak: Die Vergangenheit ist nie vergangen. (TAZ, 2021)
- Emilia, Alexandra Zykunov, Silvie Horch (Hg.): Unlearn Patricarchy 2. 2024. (S. 214–238, portal.dnb.de)

### Bücher
- Borčak, Melina: Mekka hier, Mekka da. Wie wir über antimuslimischen Rassismus sprechen müssen 2023. (hanserblau)